# بروس نازاریان
بروس نازاریان (انگلیسی: Bruce Nazarian؛ زاده ۱۹۴۹ – درگذشته ۹ اکتبر ۲۰۱۵) یک تهیه‌کننده موسیقی، نوازنده گیتار و آهنگساز سبک‌های فانک و راک ارمنی‌تبار اهل ایالات متحده آمریکا بود. 

## زندگی‌نامه
در ۱۹۴۹ در دیترویت به دنیا آمد و از دانشگاه ایالتی وین فارغ‌التحصیل شد. . وی در ۹ اکتبر ۲۰۱۵ در سن ۶۶ سالگی در دیترویت به علت حمله قلبی درگذشت.